# Godardia babingtoni
Godardia babingtoni är en fjärilsart som beskrevs av Stoneham 1944. Godardia babingtoni ingår i släktet Godardia och familjen praktfjärilar. Inga underarter finns listade i Catalogue of Life.